# آنارشیست‌ها
آنارشیست‌ها (فرانسوی: Les Anarchistes‎) فیلمی فرانسوی در سبک درام است که در سال ۲۰۱۵ منتشر شد.

## داستان
در سال ۱۸۹۹، سرتیپ ژان آلبرتینی برای نفوذ به یک گروه آنارشیست انتخاب می‌شود.